# Psychosomatique psychanalytique
Pour un article plus général, voir Psychosomatique.
 (décembre 2014).
La psychosomatique psychanalytique est une approche clinique, théorique et technique issue de la psychanalyse, qui explore les relations de l'esprit au corps, selon le principe qu'un trouble psychique peut se répercuter sur la santé physique.

## Débuts de la psychosomatique

### Antiquité
Les questions concernant les liens entre l'esprit et le corps sont présentes dans l'Antiquité, dans la Collection hippocratique et chez Platon qui, dans La République, dégage un nouveau concept, la « bonne manière d’être ». Il y a la santé de l’âme comme il y a la santé du corps. C’est le concept d’euexia, avec la notion de hiérarchie et de domination de certaines parties ou fonctions qui ont à se conformer à cette hiérarchie. Santé morale et santé intellectuelle parachèvent la santé des corps. Le plaisir devient un attribut de la santé. La santé est un mélange, le fruit de deux principes antithétiques : la « limite » et « l’illimité ». La santé est une combinaison de tensions contradictoires en « mélange mesuré ». 
« La limite dominant les tensions illimitées, voilà la santé du corps, celle de l’âme, celle de la cité. » selon le Philèbe de Platon. 

Dans Charmide, Platon rapporte les propos de Socrate sur la santé dans le chapitre « L’incantation », dans lequel est conseillé un traitement par le discours qui n'est pas sans évoqué la psychosomatique qui émergera plus de deux millénaires plus tard : 
« Tout ainsi qu’on ne doit pas entreprendre de guérir les yeux sans avoir guéri la tête, on ne doit pas le faire pour la tête sans s’occuper du corps, de même on ne doit pas davantage chercher à guérir le corps sans guérir l’âme ; mais que, si la plupart des maladies échappent à l’art des médecins de la Grèce, la cause en est qu’ils méconnaissent le tout dont il faut prendre soin, ce tout sans le bon comportement duquel il est impossible que se comporte bien la partie. C’est dans l’âme, que, pour le corps et pour tout l’homme, les maux et les biens ont leur point de départ… Ce sont les discours qui contiennent de belles pensées ; hors les discours qui sont de telle sorte font naître dans l’âme une sagesse morale, dont l’apparition et la présence permettent dorénavant de procurer aisément la bonne santé à la tête comme au reste du corps. »

### XIXesiècle
Le terme psychosomatique naît dans la seconde moitié du XIXe siècle. On attribue sa paternité au psychiatre allemand Johann Heinroth (1773-1843). Ce nouveau courant médical vise à introduire dans le courant organiciste et expérimental de la médecine du XIXe siècle des facteurs d'ordre psychique pour rendre compte de la causalité et de l'étiopathogénie de certaines maladies. Cette approche nouvelle et globale de l'homme malade s'est poursuivie jusqu'à nos jours dans la pratique médicale psychanalytique et en constitue l'un de ses courants.  

## Approches psychanalytiques, de Groddeck à Pierre Marty
Les fondements de la psychosomatique comme discipline reposent sur des observations cliniques rédigées par des psychanalystes comme Georg Groddeck, Pierre Marty, Sándor Ferenczi ou Felix Deutsch. Ce dernier a tenté d'élaborer une nosographie dynamique et une typologie psychosomatique.

### Névroses de transfert et névroses actuelles
La psychosomatique psychanalytique distingue la conversion hystérique du symptôme psychosomatique et de la maladie physique du sujet somatisant. La conversion hystérique est en effet la traduction d'un désir refoulé mais dont l'expression symbolique est manifestée dans le corps érogène. C'est une expression par le corps et d'une manière symbolique d'un désir inconscient mais aussi de sa censure. Ainsi le désir reste refoulé tout en trouvant une satisfaction substitutive dans le symptôme corporel. Les symptômes hystériques touchent souvent aux organes de la communication : gorge, membres. Ils ne provoquent pas de lésions et sont réversibles.
Certains auteurs s'accordent pour ne trouver aucun sens symbolique dans les symptômes psychosomatiques, présumant une étiologie beaucoup plus archaïque que celle de l'hystérie. Ils sortent la psychosomatique du champ des névroses de transfert et de l'ordre du symbolique pour les rapprocher des névroses actuelles décrites par Freud. Ainsi Pierre Marty et les psychosomaticiens de l'École de Paris parleront de névrose de caractère ou même de névrose de comportement.
Ces structures peuvent se désorganiser, et, à la suite d'une dépression essentielle précédée par des angoisses diffuses, être coupées de leur inconscient et de leur vie pulsionnelle et rentrer dans une vie opératoire sans vie imaginative ni sentiments différenciés. Lorsque ces sujets perdent brutalement et de manière traumatique "les conditions fastes" fournies par l'environnement qui assuraient leur bon fonctionnement mental, la désorganisation survient, qui, si elle n'est pas interrompue par une réorganisation du dit fonctionnement mental, peut conduire à la "démentalisation" et à la maladie grave.[réf. nécessaire]

### Origine du Ça
Le médecin et psychothérapeute allemand Georg Groddeck (1866-1934) est à l'origine du concept du « Ça » – repris par Freud dans sa seconde topique. Pour Groddeck, toute maladie, et plus largement tout symptôme physique, provient d'un conflit psychique. 

#### Franz Alexander
Les premières études systématiques ont peu après été menées aux États-Unis et ceci à l'instigation de compagnies d'assurance sur la vie. C'est ainsi que naît la médecine psychosomatique promue par l'École de Chicago autour de Franz Alexander (1891-1964). Médecin et psychanalyste hongrois émigré aux États-Unis, Alexander croit en une identité évolutive entre processus psychiques et physiologiques et cherche à comprendre l'articulation organique du psychique et du somatique. Si les recherches de l'École de Chicago n'ont pas véritablement abouti, c'est dû à une hypothèse qui voulait rapporter des syndromes psychosomatiques à des conflits spécifiques. Elles mettent néanmoins l'accent sur le lien structurel entre maladie et organisation psychique que l'École de Paris affinera avec les notions de fonctionnement mental et de somatisation.[réf. nécessaire]

#### Pierre Marty
Pierre Marty (1918-1993) a eu l'intuition d'un nouveau paradigme : la relation est inverse entre la qualité de la mentalisation et risque de somatisation. Avec Michel Fain, Michel De M'Uzan et Christian David, il fonde en 1962 l'École psychosomatique de Paris dont la visée principale est d'intégrer la pathologie somatique à l'ensemble des moyens dont dispose un sujet pour réguler son homéostasie. L'ouvrage collectif L'Investigation psychosomatique (1963) correspond à l'acte fondateur de cette nouvelle école de pensée. Y sont décrits des tableaux psychosomatiques où les considérations énergétiques et le quantitatif prennent le pas sur le qualitatif. Une part de l'excitation pulsionnelle échappe à l'élaboration mentale. Si cette énergie n'est pas suffisamment évacuée en actions ou « comportements autocalmants », elle se décharge dans le corps qui somatise.
Ce corpus thérapeutique et technique issu de la psychanalyse, étend son champ d'application aux maladies du corps réversibles ou non. Il en résulte une attitude thérapeutique qui vise à limiter le risque d'une surcharge ou d'une insuffisance d'excitation chez ces sujets qui présentent un mode pensée opératoire, factuelle, sans vie fantasmatique sous-jacente, consécutive à une dépression dite sans objets qui deviendra ultérieurement la dépression essentielle selon Pierre Marty.
Conjointement émerge une pensée psychosomatique de l'enfant, sous l'impulsion de la rencontre entre deux psychanalystes, Michel Fain et Michel Soulé et le pédiatre Léon Kreisler. Ensemble, ils écrivent un ouvrage fondamental traitant des troubles psychosomatiques précoces du nourrisson, L'enfant et son corps, qui marque la naissance de la psychosomatique psychanalytique de l'enfant.
À partir de ce corpus théorique de l'École de Paris, continue d'être élaborée une pensée psychosomatique contemporaine sous l'impulsion de psychanalystes psychosomaticiens comme Claude Smadja, Gérard Szwec, Marilia Aisenstein, Jacques Press (Suisse), Anna Potamianou (Grèce) et d'autres encore comme Christophe Dejours et Sami-Ali Mahmoud Sami-Ali. Certains de ces travaux sont publiés dans la Revue française de psychosomatique créée en 1991.
Des psychanalystes psychosomaticiens de l'Institut de psychosomatique Pierre Marty proposent des psychothérapies à des patients somatisants. Son Centre d'enseignement et de formation en psychosomatique (CEFP) dispense un enseignement qui s'adresse aux professionnels de la santé.

#### Donald Winnicott
Certains auteurs introduisent actuellement les conceptions de Donald Winnicott dans le champ de la psychosomatique. La technique sophistiquée du holding convient particulièrement bien aux patients somatisants. Elle requiert une adaptation précise aux besoins du patient dans un « environnement facilitant ». Le patient peut ainsi faire l'expérience de la fiabilité et de la constance de l'analyste qui occupe alors une place analogue à celle de « la mère-environnement » du début de l'existence. Cette expérience favorise le renoncement à des mécanismes de défenses sophistiqués difficiles à repérer, comme diverses dissociations de la personnalité. Ces dissociations et clivages de la personnalité qui organisent le non-retour des traumas précoces désorganisateurs se retrouvent, selon Winnicott, dans toute pathologie psychosomatique. Il s'agira de restaurer le nécessaire sentiment d'omnipotence chez ceux qui ont connu empiétements et désillusions au début de leur existence. Certains vivent avec une crainte de la mort ou de l'effondrement ou bien avec la crainte de sombrer dans la folie. La maladie physique paradoxalement peut venir neutraliser ces angoisses intolérables.
Il n'est pas rare que le silence trop prolongé de l'analyste soit tellement intolérable aux patients non-névrotiques que ceux-ci se retrouvent dans état de déprivation pouvant désorganiser leur fonctionnement mental. Lorsqu'ils ne peuvent organiser un « repli » protecteur ou un « faux-self pour échapper aux « agonies primitives » certains tombent malade physiquement. C'est pourquoi la tâche principale de l'analyste sera d'abord de restituer simplement au patient ce que celui-ci lui communique, comme le visage de la mère qui réfléchissait jadis à l'enfant ce qu'elle voyait en le regardant. Ainsi le patient ne sera pas confronté à nouveau au visage vide ou absent d'une mère déprimée de jadis, par exemple, mais pourra se retrouver et se reconnaître dans les paroles de l'analyste, comme jadis le bébé dans le regard de sa mère. C'est l'expérience fondamentale de l'objet créé-trouvé qui ouvre le champ de l'espace transitionnel, espace paradoxal, ni dedans ni dehors, à partir duquel les objets pulsionnels et le monde sont créés. Illusion vitale et nécessaire pour mener une existence créative. Ainsi est ouvert l'accès à la capacité de jouer en faisant de nouvelles expériences (dont la psychanalyse parfois) sans lesquelles il n'y a pas de sentiment d'exister vraiment, d'être réel, ni de vie culturelle créative.
Winnicott, prophétique, voyait venir le jour, il y a trente ans, ou « on reformulera la théorie, on sous-entendra que l’affection psychosomatique n’est pas le résultat du conflit émotionnel mais bien de l’hérédité, de la complexion, du déséquilibre hormonal et d’une gestion mauvaise et indigeste. »[réf. nécessaire]

#### Joyce McDougall
Joyce McDougall, qui oppose névrose et psychose d'une part, et psychosomatique d'autre part, développe une conception personnelle de la psychosomatique. Dans la névrose et la psychose, le conflit est psychique. Il peut concerner la vie interne ou bien la réalité, mais il y a un drame qui se joue dans la scène imaginaire. Le psychosomatique est, au contraire, théâtre du corps. Cette analyse comprend le psychosomatique comme conséquence d'un refus, par le psychique, de prendre en charge le conflit pulsionnel, qui s'exprime alors dans le corps (là où, dans l'hystérie, la conversion est conséquence d'un conflit psychique). Ce refus de traiter le conflit pourrait être décrit comme une incapacité de représentation. McDougall prend l'exemple d'un patient qui ne sait pas qu'il souffre « psychiquement ». Cette incapacité de représentation proviendrait d'une faille, voire plus radicalement d'une coupure, dans le processus originaire conceptualisé par Piera Aulagnier.[réf. nécessaire]
McDougall décrit donc une faillite dans la mise en scène psychique. Cet échec conviendrait au sujet, persuadé de n'éprouver aucun problème et peu soucieux d'un travail sur lui-même. C'est ce qui fait décrire des habitudes banales, par exemple trop fumer, trop manger ou trop boire, comme le signe d'un agir s'opposant à l'élaboration. Le psychosomatique serait agir sur le corps, et attaquer le corps signalerait non seulement une disparition du conflit psychique, mais également une attaque de la mère, ou plutôt de l'objet partiel qu'est le vide insondable du corps-peau maternel.
La cure psychanalytique fera, dans les meilleurs cas, ressurgir le psychique et créera une « hystérisation » des symptômes psychosomatiques. Des défenses obsessionnelles peuvent également se mettre en place. Ce processus fait que McDougall rapproche états psychosomatiques, et névroses actuelles, qu'il s'agisse de névrose d'angoisse (laquelle serait, justement, psychosomatique), de neurasthénie ou d'hypocondrie.
McDougall pointe également sur un aspect interrelationnel, décrivant par exemple des réponses refusant à l'enfant sa vie psychique : « Je n'aime pas mon frère ! — Mais si, tu l'adores ! ». De telles réponses induisent une dévalorisation dramatique de la scène mentale, et provoquent donc la réponse psychosomatique. McDougall rappelle également le danger relationnel qu'est le double bind (double entrave).[réf. nécessaire]